# Terri Minsky
Terri Minsky é o roteirista e produtor das séries Lizzie McGuire, Less Than Perfect, The Geena Davis Show e Andi Mack.